# USS 해리 S. 트루먼

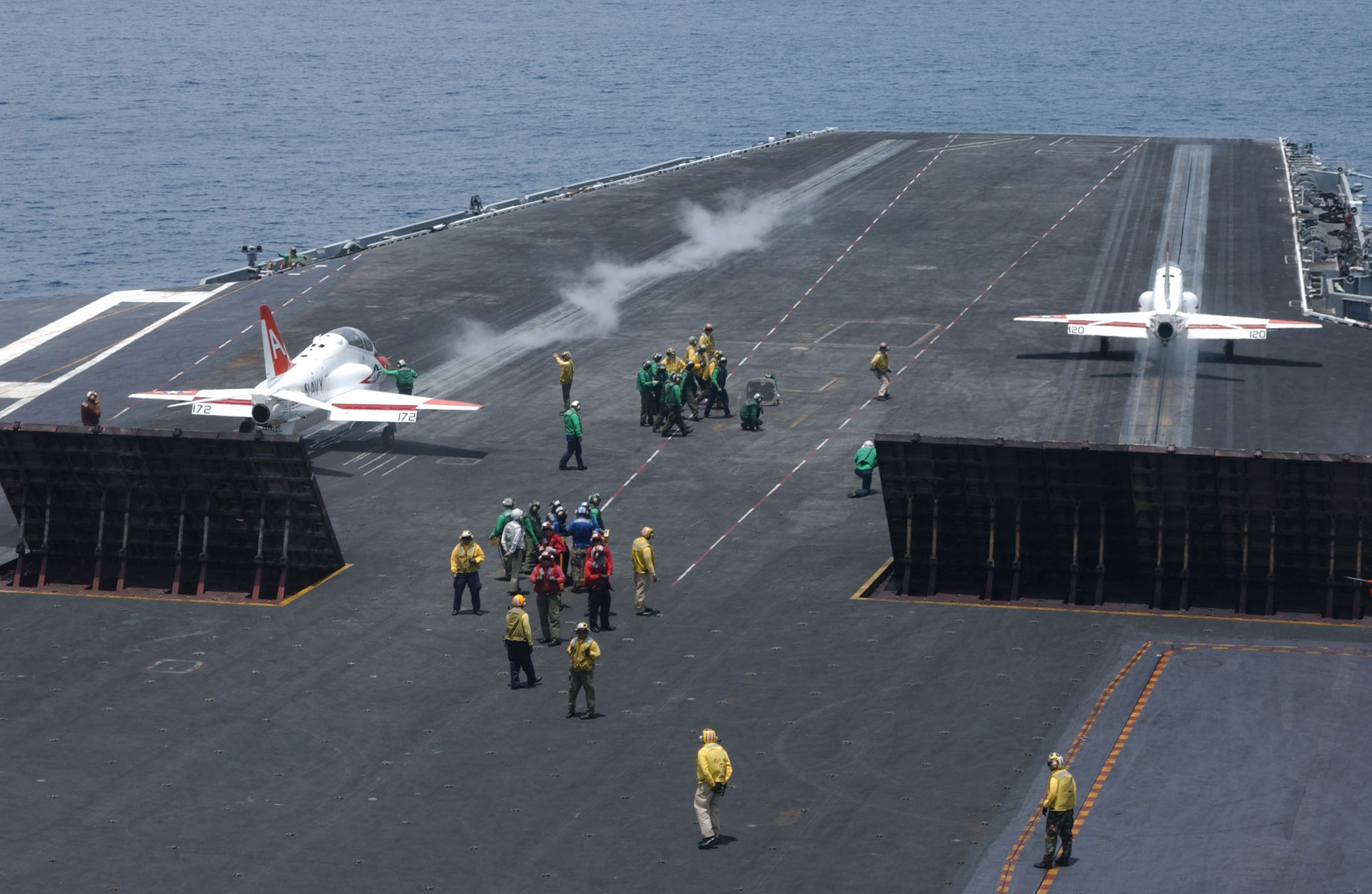
T-45 고스호크 훈련기 2대가 동시에 이륙중이다.

USS 해리 S. 트루먼은 미국 해군의 니미츠급 항공모함 8번함이다. 제33대 해리 S. 트루먼 대통령의 이름을 땄다. 1996년 9월 7일 뉴포트 뉴스 조선소에서 진수되었다. 건조비는 45억 달러(5조원)이다.

## 설명

### 엔진
열출력 550MWt인 웨스팅하우스 A4W 원자로 2기를 사용한다. 30톤 무게의 5엽 프로펠러 4개를 돌려, 30 노트 (56 km/h) 이상의 속도를 낸다.

## 역사
2007년 8월 15일, E-2C 호크아이 조기경보기가 이륙 직후 추락해, 3명의 승무원이 전원 사망했다.
2016년 1월 12일, 이란의 드론이 공해에 있던 트루먼호에 곧장 날아와 "정밀한" 사진을 촬영했다.

## 같이 보기
- 해군 항공